# Аурелио
Аурелио (исп. Aurelio; ок. 740 — 774) — король Астурии с 768 года, старший сын Фруэлы, герцога Кантабрии.

## Биография
Аурелио был племянником короля Альфонсо I. Его отец, герцог Кантабрии Фруэла, умер около 765 года.
В 768 году в результате заговора знати был убит король Фруэла I Жестокий. Его сын, Альфонсо II, был ещё слишком мал. Знать в королевстве усиленно препятствовала передаче королевского титула по наследству и отказалась избрать королём ребёнка. Её выбор пал на двоюродного брата покойного короля — Аурелио.
В отличие от предшественника, который воевал против эмира Кордовы Абд ар-Рахмана I, Аурелио заключил с ним мир, который был скреплён с помощью нескольких браков между военачальниками Абд ар-Рахмана и девушками из знатных астурийских родов. Кроме того, Аурелио пришлось подавлять восстание рабов. Подробности восстания и его масштабы неизвестны, но согласно «Хронике Альфонсо III», восстание было подавлено, а рабы возвращены в рабство.
Аурелио умер в 774 году после шестилетнего правления. Неизвестно, был ли он женат и были ли у него дети. Преемником Аурелио стал Сило, муж сестры Фруэлы I.